# Metaseiulus arboreus
Metaseiulus arboreus är en spindeldjursart som först beskrevs av Chant 1957.  Metaseiulus arboreus ingår i släktet Metaseiulus och familjen Phytoseiidae. Inga underarter finns listade i Catalogue of Life.